# Pierre Joseph Gouvy
Pierre Joseph Gouvy (* 7. Juli 1715 in Goffontaine (Ortsteil von Pepinster in der Provinz Lüttich); † 7. Juni 1768 Schafbrücke (Saarbrücken)) war ein französischer und deutscher Unternehmer, Bürgermeister in Saarlouis und  legte in den 1750er Jahren den Grundstein für eine Familiendynastie in der saarländischen Metallindustrie.

## Leben

### Herkunft und Familie
Pierre Joseph Gouvy entstammte einer französischen Unternehmerfamilie, die ihre Heimat im wallonischen Teil des Herzogtums Limburg hatte. Sein Vater
Mathieu Gouvy (1677–1725) und dessen Ehefrau Marie Heuze (* 1675) hatten sich in Goffontaine, einem Weiler nahe Verviers – 30 km von Aachen entfernt – niedergelassen und kamen in das Fürstentum Nassau-Saarbrücken
Am 3. Juli 1738 heiratete er in Saarlouis Gertrude de Chaignon (1720–1761), mit der er 18 Kinder hatte. Von denen setzten nur die Söhne François Louis Pierre (gen. Der Älteste,  1748–1782), Henry (1752–1795) und   Pierre François (genannt Pépé, 1758–1816) das Werk ihres Vaters fort und sorgten für eine Expansion des Familienunternehmens.

### Wirken
Nach einem Studium an der Universität Trier promovierte er 1733 zum Baccalaureus. Nach seiner Einbürgerung im Mai 1745 wurde er am 25. Juni 1745 zum Bürgermeister der Stadt Saarlouis ernannt. Während seiner Amtszeit, die bis 1765 andauerte, ließ er sich häufig durch einen Lieutenant de Maire vertreten, denn er war ein gewiefter Geschäftsmann. 1748 pachtete er die Glashütte am Fischbach und den Rußhütter Hof.
Am 15. Dezember 1751 gründete er mit zwei Geschäftspartnern ein Konsortium zum Betrieb einer Eisenhütte mit Stahlhammer in Schafbrücke (Saarbrücken), nachdem Fürst Wilhelm Heinrich von Nassau–Saarbrücken hierzu eine Konzession für 30 Jahre erteilt hatte.  Am 10. Januar 1754 wurde Gouvy das Monopol des Stahlhammers übertragen.
1755 errichtete er dort ein Herrenhaus und benannte die umliegende Siedlung wahrscheinlich erst 1765 nach seinem Herkunftsort Goffontaine.
Am 15. November 1765 erwarb er gemeinsam mit Jean Claude Pierron die Dillinger Hütte und die Bettinger Schmelz.
Gouvy starb 1768 in seinem 1755 errichteten Herrenhaus im Stahlhammer Goffontaine und hinterließ ein Erbe von einem beträchtlichen Ausmaß.
Er wurde am 8. Juni 1768 vor dem Ludwigsaltar der Pfarrkirche St. Johann  bestattet.